# 435 هـ
435 هـ هي سنة في التقويم الهجري امتدت مقابلةً في التقويم الميلادي بين سنتي 1043 و1044.

## وفيات
- أبو القاسم الأزهري

- أبو الحزم بن جهور
- الظافر بن ذي النون